# Podpory heraldyczne
Podpory heraldyczne – przedmioty lub elementy przyrody nieożywionej umieszczane za, po jednej, albo częściej, po obu stronach tarczy herbowej, która na nich spoczywa lub się na nich wspiera.

## Przykłady

Sfera armilarna jako podpora w herbie Portugalii
Złoty i srebrny klucz w herbie papieża Aleksandra VI